# Carl Hocheder

Carl Hocheder

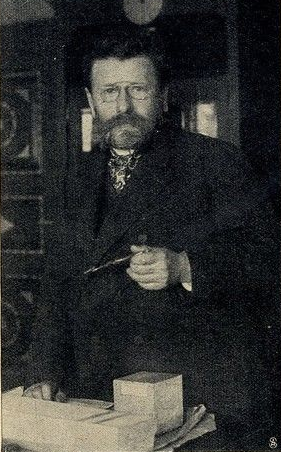
Professor Carl Hocheder, 1906. Foto von Aura Hertwig

Carl Hocheder (* 7. März 1854 in Weiherhammer; † 21. Januar 1917 in München) war ein deutscher Architekt, Baubeamter und Hochschullehrer.

## Leben

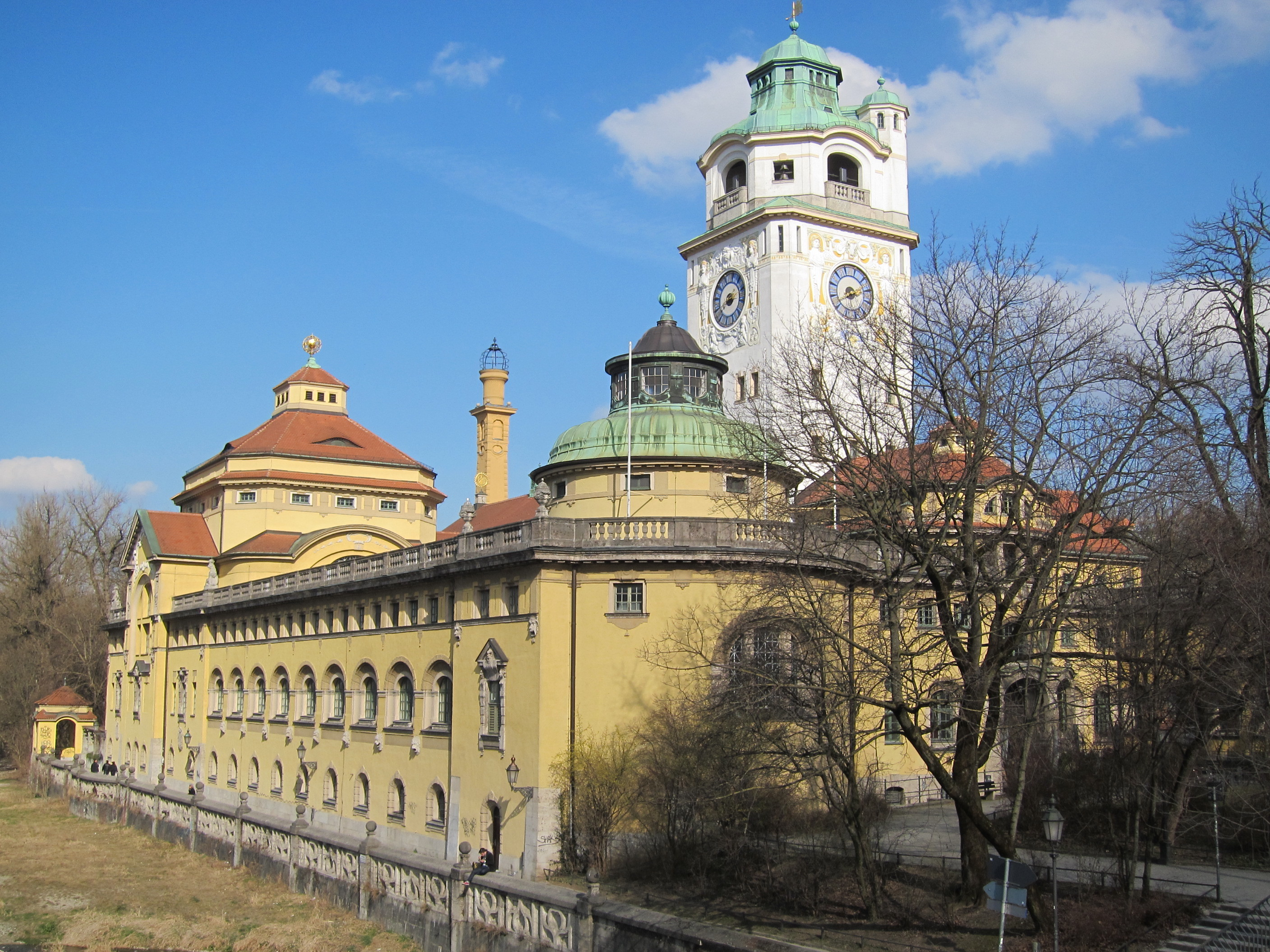
Müllersches Volksbad in München

Carl Hocheder, ein Sohn des Berg- und Salinenadministrators Adolph Hocheder, wurde in Weiherhammer bei Weiden in der Oberpfalz geboren. Er studierte von 1874 bis 1878 Architektur an der Technischen Hochschule München, wo er als Referendar nach der Tätigkeit bei der Eisenbahnsektion Landshut, der Generaldirektion der Verkehrsanstalten sowie beim Landesbauamt München von 1881 bis 1885 Friedrich von Thiersch assistierte. Nachdem Hocheder 1885 als Bauamtsassessor in Amberg tätig gewesen war, arbeitete er von 1886 bis 1889 als Bauamtmann am Stadtbauamt München.
Ab 1898 hatte Carl Hocheder als Nachfolger von Albert Geul die ordentliche Professur für Gebäudekunde an der Technischen Hochschule München inne. Neben Theodor Fischer und Hans Grässel ist er einer der Architekten, die das Münchener Stadtbild um die Jahrhundertwende maßgeblich prägten. Er versuchte, mit seinem eigenen Stil des „Münchener Barock“ (auch: „Hocheder-Barock“) schulbildend zu werden, was ihm zum Teil auch gelang, wenn man die Bauten seiner Schüler (u. a. Hans Reissinger) betrachtet.
1903 erhielt Hocheder ein Angebot als Stadtbaurat in Frankfurt am Main, lehnte jedoch ab.

## Werk

### Bauten (Auswahl)

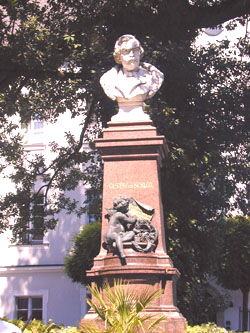
Gustav-von-Schlör-Denkmal in Weiden

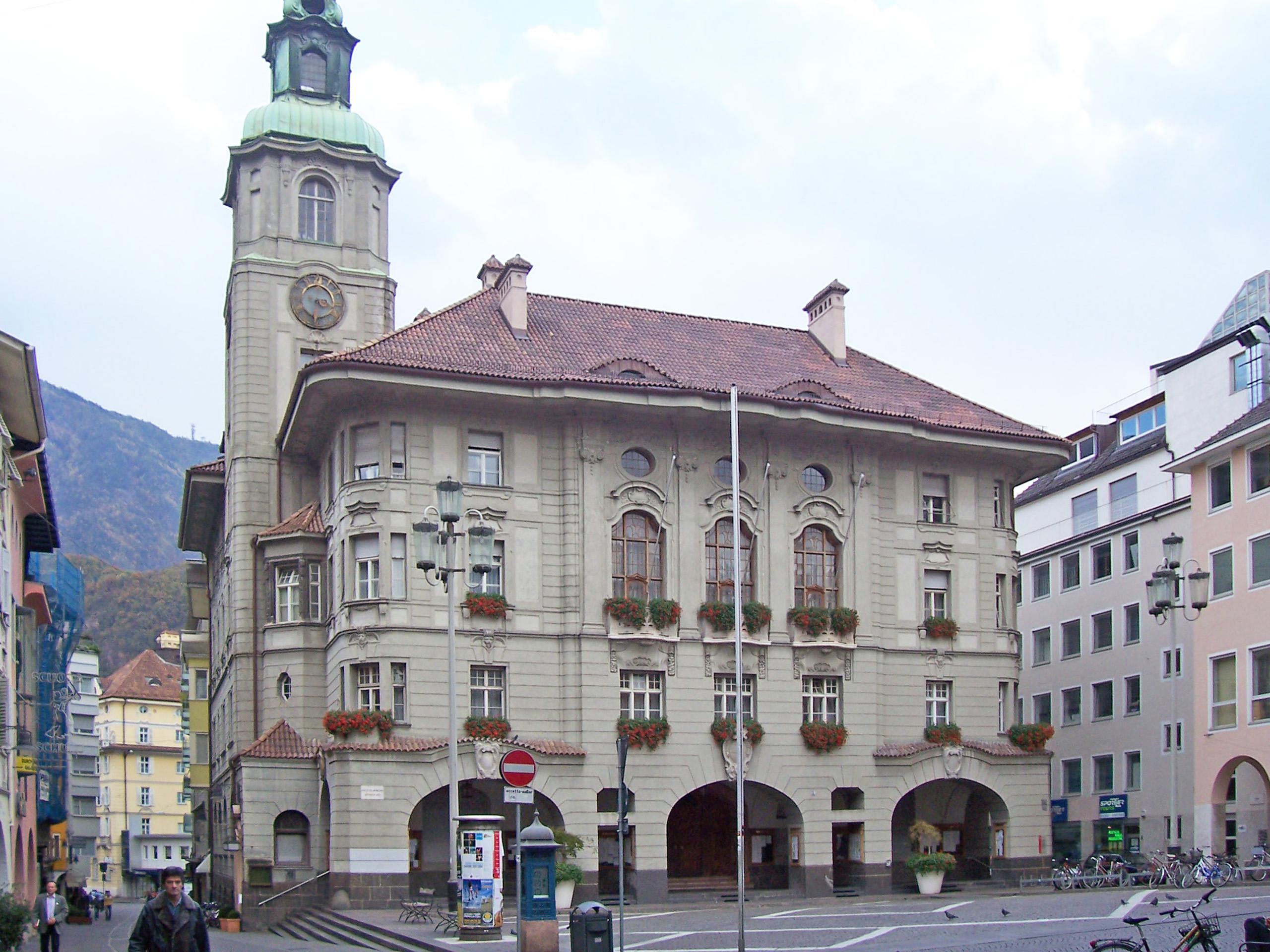
Rathaus in Bozen

- 1885: Gustav-von-Schlör-Denkmal in Weiden in der Oberpfalz (Marmorbüste von Bildhauer Theodor Haf)
- 1889–1890: Schule an der Bergmannstraße in München
- 1890–1893: Stadtpfarrkirche St. Jakobus Major (der Ältere) in Mitterteich
- 1891: Rot-Kreuz-Spital an der Nymphenburgerstraße in München
- 1892–1894: Armenversorgungshaus St. Martin in München-Giesing
- 1894: Pfarrhaus, Gietlstraße 2 in München
- 1894–1895: Kirchenstraße 9 (München)
- 1894–1896: Schule an der Columbusstraße in München[1]
- 1896: Grundschule an der Bazeillesstraße[2] in München Haidhausen. (Bauzeitlich Volksschule an der Balanstraße.)
- 1895: Turbinenhaus an der Maximiliansbrücke in München
- 1895–1898: Erweiterung des Muffatwerks in München
- 1897–1899: Schule an der Stielerstraße[3] in München
- 1897–1901: Müller’sches Volksbad in München
- 1902–1904: Hauptfeuerwache in München
- 1903–1904: evangelisch-lutherische Himmelfahrtskirche in Pasing
- 1904–1906: Badeanstalt in Hermannstadt (Siebenbürgen)
- 1905–1913: Bayerisches Verkehrsministerium in München
- 1907: Rathaus in Bozen
- 1907–1909: Schloss Hirschberg am Haarsee bei Weilheim in Oberbayern
- 1907–1910: Badeanstalt in Bankja in Sofia (Bulgarien)
- 1910–1913: Schloss Neuegling in Murnau-Neuegling

### Schriften
- Baukunst und Bildwirkung. Süddeutsche Verlagsanstalt, München 1903 (gedruckte Fassung eines Vortrags von Hocheder an der Technischen Hochschule München am 27. Februar 1903 (Digitalisat)).